# Surfrider Foundation
La Surfrider Foundation USA (Fondazione Surfrider USA in italiano) è una organizzazione ambientale non-profit statunitense che opera per la protezione e la salvaguardia degli oceani, delle onde e delle spiagge del mondo. La Fondazione Surfrider concentra principalmente il suo lavoro sui problemi che riguardano la qualità dell'acqua, l'accesso alle spiagge, la preservazione delle spiagge e degli spot di surf, ed allo sostegno degli ecosistemi marini e costiero. 
La sede della fondazione si trova a San Clemente, California, la Surfrider Foundation mantiene un numero ristretto di personale, che lavora per lo supporto della rete dell'organizzazione la cui si basa sui movimenti popolari.  
L'attuale direttore generale è Chad Nelsen.

## Dichiarazione d'intenti
La protezione ed il godimento degli oceani, delle onde e delle spiagge attraverso una potente rete attivista.

## Storia
La Surfrider Foundation è natta a Malibu, California nel 1984 da una manciata di surfers al fine di protestare per le minacce alla loro zona di surf locale a Malibu Point. L'organizzazione continua durante alcuni anni come un gruppo di difensori liberi fino al 1991, qualora i primi capitoli sono stati fondati. Tal punto che la Surfrider Foundation sia diventata una organizzazione attivista di base sociale. Oggi, la Surfrider Foundation conta più di  50 000 membri ed 80 capitoli in tutto il mondo.